# Passiflora madidiana
Passiflora madidiana är en passionsblomsväxtart som beskrevs av P.Jørg., Cayola och Araujo-murak.. Passiflora madidiana ingår i släktet passionsblommor, och familjen passionsblomsväxter. Inga underarter finns listade i Catalogue of Life.